# Jacob Wallenberg (1892–1980)
Jacob Wallenberg, född 27 september 1892 i Stockholm, död 1 augusti 1980 i Stockholm, var en svensk bankman och företagsledare.

## Biografi

### Utbildning
Wallenberg avlade sjöofficersexamen 1912 och blev löjtnant i flottans reserv 1920. Han avlade ekonomisk examen vid Handelshögskolan i Stockholm 1914 och erhöll titeln Diplomerad från Handelshögskolan i Stockholm (DHSS, senare DHS).

### Karriär
Wallenberg var banktjänsteman i Basel, London och New York 1915–1918, och blev därefter direktörsassistent i Wallenbergfamiljens bank, Stockholms Enskilda Bank. Han blev dess vice VD och styrelseledamot 1920. Den 31 mars 1927 blev han VD. Han var vice styrelseordförande 1946–50 och ordförande 1950–69.
Under andra världskriget deltog han som svensk ledamot i de svensk-tyska handelsförhandlingarna, samt 1939 även i de inledande svensk-brittiska handelsförhandlingarna i London.
I samband med den så kallade Boschaffären efter andra världskriget anklagade  USA banken och familjen Wallenberg för att ha samarbetat med Nazityskland. USA blockerade under en period familjens tillgångar i landet. Jacob Wallenberg, som hade haft huvudansvaret för Boschaffärens uppläggning, tvingades att träda tillbaka och att lämna över VD-posten till brodern Marcus Wallenberg i mars 1946.
Wallenberg utsågs av Handelshögskoleföreningen till ledamot i Handelshögskolan i Stockholms direktion, Handelshögskolan i Stockholms högsta verkställande organ, där han var skattmästare (ekonomiansvarig) 1931–1955 och vice ordförande 1938–1965. Han var ordförande för Handelshögskoleföreningen, Handelshögskolans högsta beslutande organ, 1943–1968. Han grundade 1960 Stiftelsen Marcus och Amalia Wallenbergs Minnesfond, till sina föräldrars minne, samt Jacob Wallenbergs Stiftelse, Särskilda fonden.

### Familj
Wallenberg var äldste son till vice häradshövding Marcus Wallenberg (1864–1943) och Amalia, född Hagdahl (1864–1959). Han var bror till företagsledaren Marcus Wallenberg, och far till arkitekten Peder Wallenberg, som han adopterade och erkände 1975.

### Segling

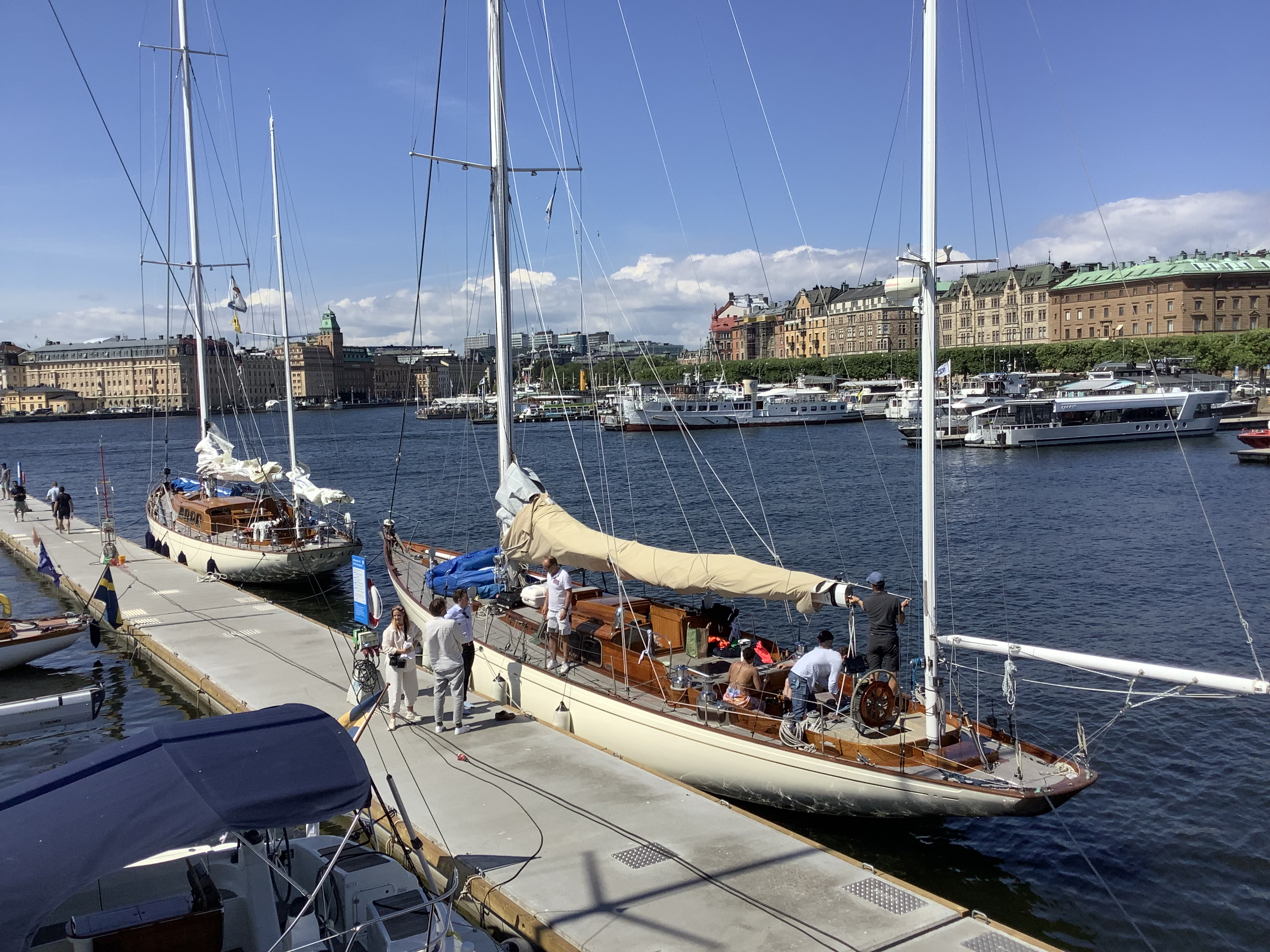
Sparkman & Stephens-ritade S/Y Refanut och Ballad i nya KSSS-hamnen i Stockholm inför starten av Gotland runt 2021.

Jacob Wallenbergs största fritidsintresse var kappsegling. Under drygt trettio år, från mitten av 1920-talet, kom han att dominera havskappseglingen i de nordiska farvattnen, med åtskilliga segrar i Gotland runt och dess föregångare, Visbyseglingen.  Hans båtar, vilka byggdes vid August Plyms båtvarv i Neglinge, bar namnet Refanut. Favoritgasten, under ett halvt sekel, Calle Lindberg från Möja skattade han högt, liksom båtkonstruktörerna Tore Holm och Arvid Laurin. Han deltog även i bankappsegling och då företrädesvis i 10mR-klassen, som var olympisk.

## Utmärkelser

### Svenska utmärkelser
- Konung Gustaf V:s jubileumsminnestecken med anledning av 90-årsdagen, 1948.[9]
- Kommendör med stora korset av Nordstjärneorden, 17 augusti 1945.[10]
- Kommendör av första klassen av Nordstjärneorden, 15 november 1940.[11][ej i angiven källa]
- Riddare av Nordstjärneorden, 1928.[12]
- Kommendör med stora korset av Vasaorden, 23 november 1956.[13]
- Kommendör av första klassen av Vasaorden, 6 juni 1935.[14]
- Kommendör av andra klassen av Vasaorden, 6 juni 1931.[15]
- Riddare av första klassen av Vasaorden, 1919.[16]
- Hedersledamot i Örlogsmannasällskapet 1947
- Hedersledamot i Kungliga Svenska Segelsällskapet 1952
- Ledamot av Vetenskapssocieteten i Uppsala 1955
- Ekonomie hedersdoktor vid Handelshögskolan i Stockholm (ekon.dr h.c.) 1956
- Hedersledamot av Kungl. Ingenjörsvetenskapsakademien 1957
- Medicine hedersdoktor i Stockholm 1960
- Ledamot av Kungl. Vetenskapsakademien, invald 1961
- Illis Quorum i guld, 18:e storleken 1976 [17]
- Lunds universitets medalj i silver, 1 oktober 1966

### Utländska utmärkelser
- Innehavare av Storkorset av Tyska örnens orden – 1941[18]
- Kommendör av andra graden av Danska Dannebrogorden, tidigast 1928 och senast 1931.[19][20]
- Kommendör av Finlands Vita Ros’ orden, tidigast 1931 och senast 1935.[20][21]
- Riddare av Franska Hederslegionen, tidigast 1935 och senast 1940.[22][21]